# Pijemont
Piemont (tal. (Regione) Piemonte), regija je u sjeverozapadnoj Italiji, s triju strana okružena Alpama. Graniči s Francuskom, Švicarskom, te s pokrajinama Lombardijom, Ligurijom i Valle d'Aostom. Glavni grad je Torino. 
Površine je 25 400 km², te u njoj živi oko 4,3 milijuna stanovnika.
Na planini Monte Viso (Monviso) izvire rijeka Po, a od planina vrijedi spomenuti i Monte Rosa.
Nizinski dio Piemonta plodno je poljoprivredno područje, u kojemu se uzgajaju pšenica, riža, kukuruz i grožđe. Razvijena su industrijska središta, posebice grad Torino, dom tvornice automobila "Fiat".
Godine 1046., grofovi Savojske dinastije pripojili su Piemont Savoji. 
Savojska dinastija prerasla je 1416. u vojvodstvo, a vojvoda Emanuele Filiberto premjestio je 1563. svoje sjedište u Torino. Savojski vojvode su, počevši od 1720.,  bili i kraljevi Kraljevine Sardinije. U Pijemontu je započet proces ujedinjenja Italije, u razdoblju 1869. – 1861., nakon neuspješnih ratova protiv Austrije 1820. – 1821. i 1848. – 1849.
"Pijemont" (tal.: piemonte, eng.: piedmont) znači »podnožje brda« i u zemljopisu je postalo sinonim za područja podnožja planina.
Piemont je jedna od najpoznatijih vinorodnih regija u Italiji. Od ukupno 700 km² pod vinogradima, na više od polovice se proizvodi vino s »oznakom kontroliranog podrijetla« (tal: Denominazione di Origine Controllata). Najznačajnija vina su Barbera, Barolo i Barbaresco te Dolcetto. 
Glavni gradovi pokrajina zovu se kao i pripadajuće pokrajine: Alessandria, Asti, Biella, Cuneo, Novara, Vercelli, Verbania Cusio Ossola (VCO) i Torino.

## Vanjske poveznice
- Službene stranice
- Giornale del Piemonte  Arhivirana inačica izvorne stranice od 2. lipnja 2006. (Wayback Machine) (dnevne novine)
- Cucina Piemonte.Net (Piemontska kuhinja)
- Piemonte globalgeografia.com